# Panagiōtīs Giannopoulos
Panagiōtīs Giannopoulos (in greco: Παναγιώτης Γιαννόπουλος; Il Pireo, 25 settembre 1972) è un ex calciatore greco, di ruolo difensore.

## Carriera
Ha giocato nella massima serie greca con diverse squadre.